# Fast Car (песня Тайо Круса)
«Fast Car» — песня британского певца Тайо Круса с его третьего студийного альбома TY.O (2011). Трек, который был написан исключительно для американского релиза, был выпущен в качестве второго сингла с альбома в США и не включен в европейское издание альбома. Трек был написан Крусом, Максом Мартином, Класом Алундом, Ашером, Александром Кронлундом, Адамом Джуэлле Баптистом и спродюсирован Максом Мартином, Класом Алундом. Музыкальное видео было выпущено 5 ноября 2012 года.

## Список композиций

#### Digital download
1.Fast Car — 3:45

## Позиция в чартах
| Чарт (2012)                              | Позиция |
| ---------------------------------------- | ------- |
| Австралия (ARIA)                         | 28      |
| Австрия (Ö3 Austria Top 40)              | 34      |
| Германия (Official German Charts)        | 39      |
| Словакия (Radio Top 100)                 | 67      |
| Великобритания (Official Charts Company) | 180     |

## Участники записи
- Ведущий вокал — Тайо Крус
- Продюсеры — Макс Мартин, Клас Алунд
- Текст песни — Крус, Макс Мартин, Клас Алунд, Ашер Раймонд IV, Александр Кронлунд, Адам Джуэлле Батист
- Лейбл: Island Records

## История релиза
| Регион    | Дата           | Формат               | Лейбл          |
| --------- | -------------- | -------------------- | -------------- |
| Австралия | 4 августа 2012 | цифровая дистрибуция | Island Records |
| США       | 7 августа 2012 | цифровая дистрибуция | Island Records |